# Tullaghoge Fort

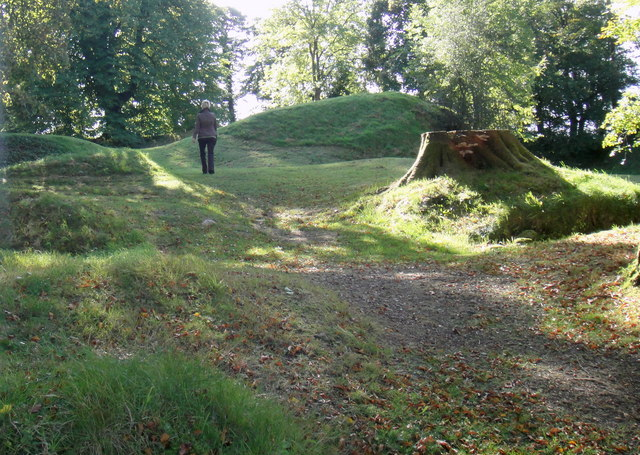
Im Tullaghoge Fort

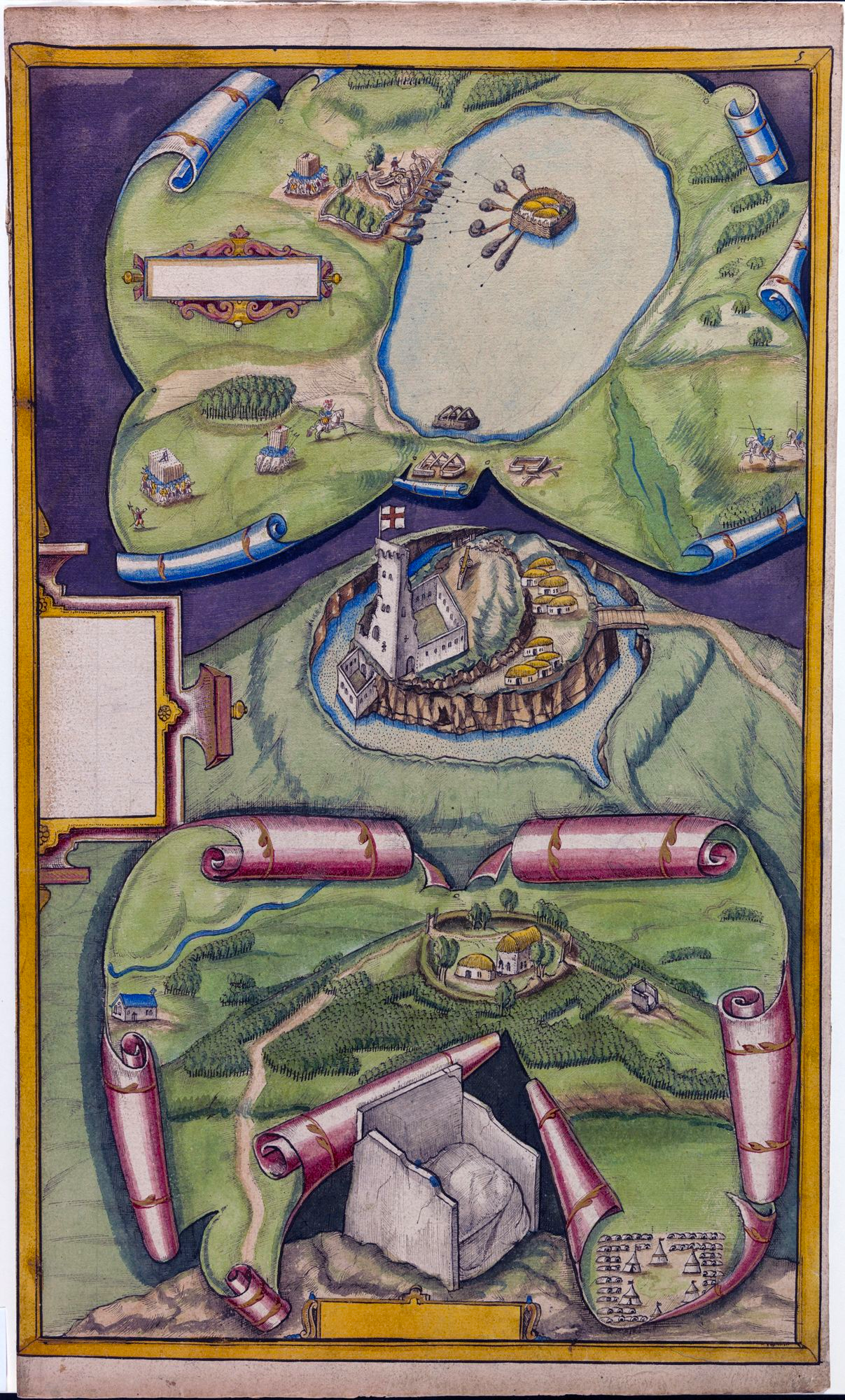
Unten: Rath von Tullaghoge mit hervogehobenem Thron (Richard Bartlett, 1602)

Tullaghoge Fort (auch Tullyhogue Fort; irisch Tulaigh Óg oder Tulach Óg, „Hügel der Jungen“) ist ein Rundhügel, eine Art Rath und vom 11. bis zum Ende des 16. Jahrhunderts eine Inaugurationsstelle im County Tyrone in Nordirland. Die Anlage ist ein Scheduled Monument.
Ob der Platz zuvor bereits eine Kultstätte war, ist offen. Dort wurde jedes führende Mitglied der Uí Néill (anglisiert O’Neill) in sein Amt eingesetzt. Tullaghoge liegt im Townland von Ballymully Glebe, südlich von Cookstown, zwischen der Stadt und dem Dorf Stewartstown und gehörte zunächst den Uí Ágáin (O’Hagan), die mit den Uí Cathain (O’Cahan) für die Einsetzung zuständig waren.
Mit der Krönung eines kontinentalen Monarchen gleichwertig gab die Inauguration (die Amtseinführung) in Irland dem jeweiligen Individuum das Recht, den Titel (hier der Titel des Ó Néill) zu tragen und Familienoberhaupt jenes Clans zu sein, der jahrhundertelang über Tyrone geherrscht hat. Das Herrschaftsgebiet der Uí Néill (zunächst unter der Bezeichnung Cenél nEógain), war zeitweise viel größer als jenes, das von dem modernen County Tyrone abgedeckt wird. Einige seiner Herrscher erhoben den Anspruch, Hochkönig von Irland zu sein.
Die Amtseinführungszeremonie begann mit dem Werfen eines Schuhs über den Kopf des neuen O’Neill-Oberhauptes, um anzuzeigen, dass er in die Fußstapfen seiner angesehenen Vorfahren treten werde. In den letzten Jahren ihres Lebens war Königin Elizabeth I. von England entschlossen, Hugh O’Neill, den Earl von Tyrone, zu stürzen und ihm Titel und Herrschaft abzuerkennen. Vor Charles Blount, 8. Lord of Mountjoy und Lord Lieutenant of Ireland, gelobte dieser im April 1603 den Namen und den Titel der O’Neill aufzugeben. 
Der erste Ó Néill soll auf Tullaghoge auf dem Inaugurationsstein Leac na Rí („Steinplatte der Könige“) eingesetzt und vom Hl. Patrick gesegnet worden sein. 1602 zerschlug Mountjoy den in einen Thron eingebauten Stein, den Richard Bartlett noch 1602 in seiner Tyrone Map (Nr. 511) gezeichnet hatte. Nicht einmal Überreste davon blieben erhalten. Was überdauerte, ist die heute reich bewaldete Stelle. Ein von einem niedrigen Wall umgebener Zentralbereich mit einem größeren Wall und weit getrennt davon ein zweiter Graben, der konzentrisch verläuft. Die Erdwälle bestimmen die Grenzen des zeremoniellen Gebietes; sie wurden nicht errichtet, um die Stelle von Angriffen zu schützen.
Unterhalb des Hügels wurden 2014 bei vorbereitenden Arbeiten für die Anlage eines Besucherzentrums Fragmente mesolithischer Feuersteinwerkzeuge gefunden, die aus der Zeit vor 5000 v. Chr. stammten, als Irland von Sammlern und Jägern besiedelt wurde.